# Andy Marriott
Andrew Marriott (Sutton-in-Ashfield, 11 de outubro de 1970) é um ex-futebolista do País de Gales que jogava como goleiro. 

## Carreira
Iniciou a carreira profissional no Arsenal, em 1988, porém nunca jogou uma partida oficial pelos Gunners. No ano seguinte, foi vendido ao Nottingham Forest por 50 mil libras. Em 4 temporadas pelo clube, Marriott disputou apenas 11 jogos - entre 1989 e 1991, foi emprestado para West Bromwich Albion, Blackburn Rovers, Colchester United e Burnley, jogando 30 vezes pelas 4 equipes.
Sua melhor fase foi no Wrexham, pelo qual disputou 255 jogos entre 1993 e 1998, ano em que foi emprestado ao Sunderland (não jogou nenhuma vez), que o contratou por 200 mil libras. Porém, o goleiro atuou apenas 2 vezes pelos Black Cats. Passou também por Wigan Athletic, Barnsley, Birmingham City, Beira-Mar, Coventry City, Colchester United (segunda passagem), Bury, Torquay United, Boston United e Exeter City, onde encerrou a carreira em 2011, aos 40 anos, quando também exercia o cargo de diretor-geral.

## Seleção Galesa
Nascido na Inglaterra, Marriott chegou a disputar um jogo pela Seleção Sub-21, em 1992. Em 1996, optou em defender a Seleção Galesa, pela qual disputou 5 partidas até 1998.

## Títulos
Nottingham Forest
- Full Members Cup: 1 (1992)

Wrexham
- Welsh Cup: 1 (1995)